# Historia mówiona
Historia mówiona może być zdefiniowana jako nagrywanie, zachowywanie i interpretacja historycznych informacji, bazujących na osobistych przeżyciach i opiniach mówiącego.
Często przybiera formę relacji z przeszłych wydarzeń widzianych na własne oczy, ale może zawierać elementy folkloru, mitów, pieśni i opowieści przekazywanych z pokolenia na pokolenie. Mimo że jest to sposób na zachowanie wiedzy i zrozumienie doświadczonych ludzi, historia mówiona może także zajmować się rozmowami z młodszymi pokoleniami. W ostatnim czasie, użycie technik wideofilmowania pozwoliło na wyjście historii mówionej z kręgu czysto językowych form komunikacji i wejście w świat, gdzie równie ważne są gesty. Stanowi ona ważne uzupełnienie historii społeczeństw lub grup społecznych, w których nie istnieją lub nie zachowały się źródła pisemne. Wśród podstawowych założeń dokumentacji historii mówionej znajduje się przekonanie, że tradycyjnie rozumiana, podręcznikowa historia (odzwierciedlająca często punkt widzenia władzy) zyskuje dzięki nowym materiałom źródłowym (tj. indywidualnym, ludzkim doświadczeniom) zupełnie nowy wymiar. Pozwala ona też na dopuszczenie do badań nowego rodzaju danych, co z kolei może doprowadzić do otwarcia nie eksplorowanych wcześniej, ważnych obszarów badawczych. 
Historia mówiona przyjmuje trzy nakładające się i przenikające wzajemnie formy: 
- Właściwa historia mówiona (ang. oral history) – termin używany najczęściej przez historyków, animatorów społeczności lokalnej i badaczy społecznych, ale też w przekazach medialnych.
- Narracja społeczna (ang. life stories) – termin wykorzystywany jest przede wszystkim przez antropologów i socjologów. Nagrane przekazy o całym życiu (od dzieciństwa do chwili obecnej) jest wykorzystywana jako narzędzie zrozumienia społeczeństw i zmiany społecznej. Nie każda historia mówiona jest narracją biograficzną, ale zarejestrowane narracje biograficzne zawsze są historią mówioną. W Ameryce Łacińskiej tego rodzaju narracje, łączące pamięć zbiorową i jednostkową, określane są jako testimonio.
- Tradycja ustna – wspomnienia i opisy przeszłości przekazywane w formie oralnej z pokolenia na pokolenie. Praktykowane są w większości rodzin, a zarejestrowane – są przedmiotem badań antropologów, etnologów, folklorystów[2].

## Geneza współczesnych badań
Współczesne działania z kręgu historii mówionej obejmują nagrywanie lub transkrybowanie relacji o przeżytych lub widzianych wydarzeniach z przeszłości. Tradycje historii mówionej – zbierania relacji są zróżnicowane i wynikają z warunków lokalnych, w tym technologicznych. Dla każdego kraju lub regionu historia mówiona rozwija się w indywidualny sposób. 
W drugiej połowie XIX wieku, w ramach badań nad rdzennymi ludami Ameryki Północnej, amerykańscy antropolodzy zaczęli zbierać nagrania na cylindrach fonografowych. W latach 30. XX wieku amerykańska Administracja Projektów Robót Publicznych wysłała ludzi mających zebrać od różnych grup, relacje dotyczące m.in. wojny secesyjnej, niewolnictwa i innych ważnych wydarzeń historycznych. Biblioteka Kongresu także zaczęła nagrywać tradycyjną amerykańską muzykę na dyskach octanowych. Wraz z rozwojem możliwości nagrywania na taśmy po II wojnie światowej, zadanie zachowywania historii mówionej stało się łatwiejsze.
W 1942 roku nowojorska gazeta „New Yorker” opublikowała sylwetkę Joe Goulda, który twierdził, że przygotowuje Historię mówioną naszych czasów. Pomimo tego, że Gould nigdy nie opublikował tego dzieła, artykuł o nim spopularyzował termin „historia mówiona”. W 1948 roku historyk z uniwersytetu Columbia - Alan Nevins ustanowił Columbia Oral History Research Office. Jego misją było nagrywanie, transkrybowanie i zachowywanie przekazów historii mówionej. W 1967 w Stanach Zjednoczonych powołano Oral History Association, natomiast w 1969 roku w Wielkiej Brytanii – Oral History Society. Obecnie istnieją liczne organizacje narodowe jak i międzynarodowa International Oral History Association, która organizuje warsztaty, konferencje i publikuje newslettery i magazyny poświęcone teorii i praktyce historii mówionej.
Historycy, folkloryści, antropolodzy, socjolodzy, dziennikarze, lingwiści i wiele innych profesji wykorzystują formy wywiadu w swych badaniach. Chociaż multidyscyplinarne, badania nad historią mówioną wypromowały podstawowy zbiór norm i standardów zachowań, jak np. wyrażenie zgody przez relacjonującego na wykorzystanie nagrań po uprzednim wyjaśnieniu mu celów, zasad itp.
Badacze zajmujący się historią mówioną preferują pytania otwarte unikając jednocześnie pytań naprowadzających, które zachęcałyby odpowiadających do mówienia tego, co według nich chce usłyszeć pytający. Niektóre wywiady to relacje biograficzne (life stories), przeprowadzane z tymi, którzy kończą karierę lub u schyłku życia, inne skupiają się na określonym okresie życia, jak w przypadku weteranów wojennych, lub na określonych wydarzeniach i doświadczeniach.
Pierwsze archiwa historii mówionej powstały w Stanach Zjednoczonych i skupiały się na wywiadach z ważnymi politykami, dyplomatami, wojskowymi i biznesmenami. Od lat 60 i 70 XX wieku, równie ważne stały się relacje „zwykłych ludzi”, np. robotników. Badacze starają się zbierać wspomnienia możliwie szerokiej i różnorodnej grupy świadków historii. Wywiad z jedną osobą daje jedną perspektywę. Niektórzy mogą nie pamiętać dokładnie wydarzeń lub zmieniać swoje relacje z powodów osobistych. Dzięki wywiadom z wieloma osobami, badacze historii mówionej uzyskują relacje z wielu punktów widzenia, szukają punktów stycznych, pokazują złożoność zagadnienia. Natura pamięci, zarówno tej jednostkowej jak i grupowej, stanowi dużą część praktyki historii mówionej.

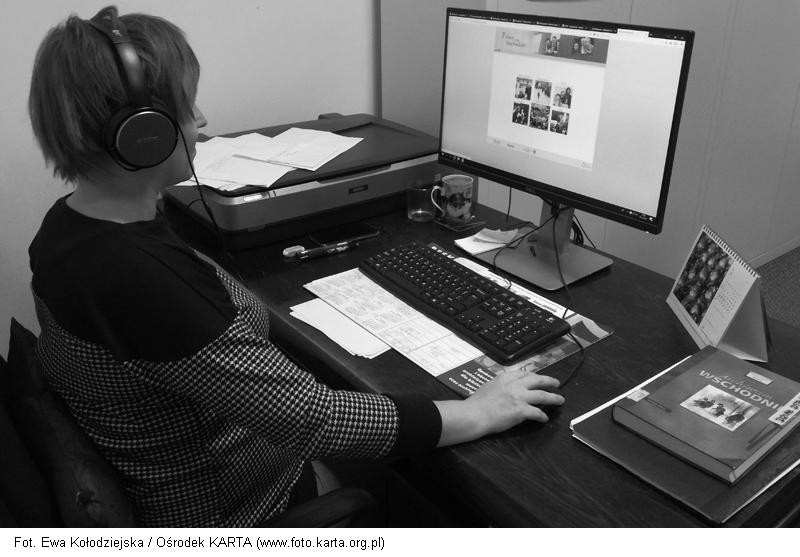
19 września 2017, Warszawa. Sekretarz Archiwum Historii Mówionej Ośrodka KARTA przy stanowisku pracy. Fot. Ewa Kołodziejska

## Historia mówiona w Polsce
Historia mówiona jest w Polsce jest wykorzystywana do licznych działań badawczych, edukacyjnych, dokumentacyjnych, animacyjnych i artystycznych. Zbieraniem wywiadów zajmują się badacze, uczelnie wyższe, instytucje kultury (biblioteki, domy kultury), archiwa społeczne. Do wiodących ośrodków zajmujących się historią mówioną w Polsce można zaliczyć:  
- Ośrodek Karta i Dom Spotkań z Historią, które współprowadzą Archiwum Historii Mówionej – największy w Polsce zbiór relacji biograficznych świadków historii XX wieku[5][6],
- Ośrodek „Brama Grodzka – Teatr NN”, który gromadzi m.in. nagrania wokół historii Lublina i mieszkających tam społeczności,
- Polskie Towarzystwo Historii Mówionej (PTHM), które zrzesza historyków oraz badaczy profesjonalnie zajmujących się historią mówioną[7]
- Ośrodek Pamięć i Przyszłość we Wrocławiu, której celem jest upowszechnianie polskiego dziedzictwa narodowego, dorobku historycznego i kulturowego stworzonego po II wojnie światowej.

Rejestracją, archiwizowaniem i upowszechnianiem historii mówionej zajmuje się między innymi:
- Instytut Pamięci Narodowej
- Muzeum Powstania Warszawskiego
- Państwowe Muzeum Auschwitz-Birkenau w Oświęcimiu
- Państwowe Muzeum na Majdanku
- Instytut Solidarności i Męstwa im. Witolda Pileckiego
- Muzeum Historii Żydów Polskich POLIN.

Coraz więcej podmiotów zbierających nagrania udostępnia je w części lub całości w internecie - na platformach takich jak YouTube czy ZbiorySpoleczne.pl, ale również na własnych portalach – np. e-historie.pl (portal prowadzony przez Dom Współpracy Polsko-Niemieckiej), PragaGada.pl (Fundacja Animacja), ahm.1944.pl (Muzeum Powstania Warszawskiego), www.historiamowiona.poznan.pl (Wydawnictwo Miejskie Posnania), Archiwum Historii Mówionej (Muzeum Warszawskiej Pragi) oraz zbierane przez Muzeum Sztuki Nowoczesnej w Warszawie Historie Mówione Nowoczesności.  
Popularyzację, zbieranie i opracowywanie historii mówionej aktywnie wspiera Centrum Archiwistyki Społecznej. Na prowadzonym przez instytucję portalu Zbiory Społeczne dostępne są fragmenty lub transkrypcje nagrań wielu polskich archiwów społecznych. W 2021 roku CAS wydało pierwszy polski przekład kanonicznej dla tego tematu książki „Głos przeszłości Wprowadzenie do historii mówionej” Joanny Bornat i Paula Thompsona (w oryginale The Voice of the Past. Oral History).